# Svartnöfjärden
Svartnöfjärden är en fjärd i norra Marsund i kommunerna Eckerö och Hammarland på Åland. I Svartnöfjärden ligger naturreservatet Svartnö–Kaja. Fjärden sträcker sig cirka 1,5 kilometer i väst-östlig riktning från Udden i Eckerö och till Brändö och Ramsdal i Hammarland.